# 洛斯特萊克伍茲 (密歇根州)
洛斯特萊克伍茲（英語：Lost Lake Woods）是位於美國密歇根州阿爾科納縣的一個普查規定居民點。

## 人口
根據2020年美國人口普查的數據，洛斯特萊克伍茲的面積為13.43平方千米，當中陸地面積為13.07平方千米，而水域面積為0.36平方千米。當地共有人口367人，而人口密度為每平方千米27.33人。